# Norbert Banaszek
Norbert Banaszek (Warschau, 18 juni 1997) is een Pools wielrenner die anno 2025 rijdt voor ATT Investments. Zijn broer Adrian Banaszek is ook wielrenner, evenals hun neef Alan.

## Carrière
In 2015 nam Banaszek aan het Europees kampioenschap voor junioren. Zijn neef Alan werd Europees kampioen, zelf eindigde Banaszek op plek 75. Later dat jaar nam hij in dezelfde categorie deel aan het wereldkampioenschap, waar hij de wegrit niet uitreed.
In 2022 werd Banaszek Pools kampioen op de weg, hij finishte voor Szymon Rekita.

## Palmares
2020
1e etappe In the steps of Romans
Eindklassement In the steps of Romans
4e etappe Ronde van Bulgarije
2022
 Nationaal kampioen op de weg, Elite
2023
Bergklassement Tour de l'Eure et Loire
2024
 Nationaal kampioen op de weg, Elite
Memoriał Andrzeja Trochanowskiego
1e etappe Ronde van de Slag om Warschau
2025
Ślężański Mnich
Visegrad 4 Bicycle Race-GP Polski

## Ploegen
- 2016 –  Verva ActiveJet Pro Cycling Team
- 2017 –  Kolss Cycling Team (vanaf 24-3)
- 2018 –  Wibatech Merx 7R
- 2019 –  Team Hurom
- 2020 –  Mazowsze Serce Polski
- 2021 –  HRE Mazowsze Serce Polski
- 2022 –  HRE Mazowsze Serce Polski
- 2023 –  HRE Mazowsze Serce Polski
- 2024 –  Mazowsze Serce Polski
- 2025 –  ATT Investments

Aniołkowski · A.Banaszek · N.Banaszek · Bernas · Bodnar · Charucki · Cieślik · Franczak · Gradek · Hník · Koch · Podlaski · Polnický · Simón · Stachowiak · Staniszewski
Banaszek · Bogusławski · Honkisz · Janiszewski · Kistowski · Marycz · Morajko · Paterski · Roithmeier · Rutkiewicz · Stępniak · Sykała · Warchoł